# Marquesado de Escombreras
El marquesado de Escombreras es un título nobiliario español creado por el rey Alfonso XII el 16 de agosto de 1875 por real decreto, y despacho del 6 de noviembre del mismo año, en favor de Hilarión Roux Albanelly.
Fue rehabilitado en 1993, durante el reinado de Juan Carlos I, por Albert Fabre Warrain.

## Marqueses de Escombreras
|                                  | Titular                                      | Periodo                  |
| Creación por Alfonso XII         | Creación por Alfonso XII                     | Creación por Alfonso XII |
| -------------------------------- | -------------------------------------------- | ------------------------ |
| I                                | Hilarión Roux Albanelly Vincent Y Bourgarell | 1875-¿?                  |
| Rehabilitación por Juan Carlos I |                                              |                          |
| II                               | Albert Fabre Warrain                         | 1993-¿?                  |
| III                              | Anne Marika Suzanne Fabre de Lachomette      | 2006-hoy                 |

## Historia de los marqueses de Escombreras
- Hilarión Roux Albanelly Vincent Y Bourgarell, I marqués de Escombreras.

Casó con Lucía Durán y Ballén de Guzmán (n. 1836), hija del doctor Sixto Liborio Durán y Borrero, médico colombiano, y de Carmen Clemencia de Jesús Ballén de Guzmán.
El 5 de abril de 1909, el título marquesal de Escombreras fue suprimido al no haberse solicitado la sucesión. Albert Fabre Warrain solicitó la rehabilitación del mismo el 17 de diciembre de 1987 (BOE del 18 de enero de 1988), petición que fue aceptada por real decreto del 22 de enero de 1993 (BOE del 1 de febrero), sucediendo el 4 de marzo de ese año:
- Albert Fabre Warrain, II marqués de Escombreras.

El 1 de septiembre de 2006, tras solicitud cursada el 23 de enero de ese año (BOE del 27 de febrero) y orden del 26 de junio para que se expida la correspondiente carta de sucesión (BOE del 7 de julio), le sucedió su hija:
- Anne Marika Suzanne Fabre de Lachomette (n. París, 12 de marzo de 1953), III marquesa de Escombreras.[9]